# Fouquieria leonilae
Fouquieria leonilae es una especie de planta fanerógama de la familia Fouquieriaceae. La especie fue dedicada a la distinguida entomóloga mexicana Leonila Vázquez.

## Clasificación y descripción de la especie
Arbusto de 2 a 3 m de alto, glabro, densamente hojoso (época de lluvias); ramas jóvenes más o menos rojizas, espinas ligeramente curvadas hacia afuera de 7 a 11 mm de largo y ensanchadas hacia la base. Hojas jóvenes alternas, de color verde claro, con pecíolos de 1 a 10 mm de largo; láminas oblongo elípticas a oblanceolado elípticas de 2 a 3.5 cm de largo y de 1 a 2 cm de ancho, subagudas o redondeadas en el ápice. Inflorescencias terminales en espigas laxas, de pedúnculos cortos de 1 a 2 cm de largo; flores sésiles o las inferiores muy cortamente pediceladas; cáliz de 8 a 9 mm de largo, de 5 a 6 sépalos, muy desiguales, de color verde rojizo; corola tubulosa de color rojo escarlata, brillante, con 5 lóbulos triangulares a ovados, de 5 mm de largo por 3 de ancho, agudos y mucronulados en el ápice; estambres 10 a 11, exsertos desiguales, subulados, rojos, pubescentes.

## Distribución de la especie
Se localiza en México, en el estado de Guerrero, cerca de Venta Vieja.

## Ambiente terrestre
Esta especie crece en vegetación de selva baja caducifolia.

## Estado de conservación
No se encuentra clasificada bajo ninguna categoría de riesgo en las normas mexicanas e internacionales (Norma Oficial Mexicana 059).